# Djoandila
Djoandila est une localité du Cameroun située dans la région de l'Est et le département du Haut-Nyong. Elle fait partie de l'arrondissement (commune) de Lomié.

## Population
Lors du recensement de 2005, la localité comptait 151 habitants.